# Newportia bielawaskii
Newportia bielawaskii är en mångfotingart som beskrevs av Matic, Negrea och Fundora-Martinez 1977. Newportia bielawaskii ingår i släktet Newportia och familjen Scolopocryptopidae.
Artens utbredningsområde är Kuba. Inga underarter finns listade i Catalogue of Life.